# Хеър
Хеър (на английски: Hare) е северноамериканско индианско племе, което в миналото живее на малки номадски групички в долната част на долината на река Маккензи, на запад и северозапад от Голямото мече езеро в Северозападните територии на Канада. Говорят собствен диалект на Атабаското езиково семейство, различен от езиците на съседните кучин, догриб, монтани и слейв. Понякога племето е класифицирано като подгрупа на слейв.

## Име
Името „хеър“ им е дадено от европейците. То отразява голямата им зависимост от заека, Който е основна храна, а кожата му се използва за направата на дрехи. Самите те се наричат „качотине – хората на големия заек“, или „кашоготине – хората на голямата върба“.

## Култура
Преди контакта с европейците наброяват около 800 души, организирани в 5 до 7 малки автономни групи, всяка със своя ловна територия и място за риболов. Всяка група е водена от вожд с почти никаква власт, издигнал се благодарение на своите способности като ловец и водач. Основна храна е заекът, но тъй като той има между 7 и 10-годишни популационни цикли, племето често страда от глад. За да компенсират липсата на храна хората ловят риба и различни диви животни. Жените събират някои видове диви растителни храни и диви плодове.
През зимата за жилища използват правоъгълни или А – образни колиби от пръти покрити със смърчови клонки, мъхове и сняг. От 19 век започват да използват типита направени от кожи на карибу и лосове. Споделянето на благата и щедростта са много важни за оцеляването на племето. Групите се събират заедно по няколко пъти в годината, за да ловуват, ловят риба и да провеждат ежегодните си церемонии.
Духовете – помощници са в центъра на религиозните им убеждения. Те не са призовавани специално чрез ритуала за Търсене на видение, а се появяват в сънищата на хората. Според вярванията им душите на мъртвите се прераждат по-късно. Мъртвите са увивани в одеяла или кожи и са поставяни върху дървено скеле. Роднините отрязват косите си и раздават имуществото на починалия.
Женитбата със съседните Бейр Лейк, монтани, кашка и кучин са били често явление. Бракът като цяло е добре подреден, въпреки че разводът е много лесен. Родството в семейството се предава двустранно, и от майката, и от бащата.

## История
Малко след срещата им с Александър Макензи през 1789 г. животът им бързо започва да се променя. През 1806 г. Северозападната компания за търговия с кожи построява Форт Гуд Хоуп и постепенно племето е въвлечено в търговията с кожи и става зависимо от европейските стоки. Номадският живот е заменен с по-трайно установяване около търговските постове. Днес племето живее главно във Форт Франклин, Колвил Лейк и Форт Гуд Хоуп, и има 1834 записани членове.